# Collingwood (Ontario)
Die Town of Collingwood ist eine Gemeinde im Südosten der kanadischen Provinz Ontario. Die Stadt liegt im Simcoe County und hat den verwaltungstechnischen Status einer Lower Tier („untergeordneten Gemeinde“).

## Geografie

### Lage
Die Stadt liegt im Süden Ontarios an der Nottawasaga Bay, welche zur Georgian Bay und damit zum Huronsee gehört. Es ist die größte Stadt innerhalb des Georgian Triangle, zu dem neben Simcoe County auch Grey County und Bruce County gehören.
Das Stadtgebiet grenzt im Süden an Clearview. Im Südosten, entlang des Ufers der Georgian Bay, befindet sich die Gemeinde Wasaga Beach. Die Grenze verläuft dabei durch den Stadtteil Bowers Beach – wobei in diesem Gebiet das ganze Ufergebiet entlang des Sees überbaut ist. Im Westen befindet sich die zur Grey County gehörende Gemeinde The Blue Mountains.
Die nächstgrößere Stadt ist die ca. 25 km nordwestlich am Lake Simcoe liegende Stadt Barrie. Das Zentrum der Metropole Toronto befindet sich etwa 110 km südsüdöstlich von Collingwood.

### Klima
Durch die Lage Collingwoods am Georgian Bay ist das Klima in der Stadt auch hiervon beeinflusst. Die Stadt liegt im Süden Kanadas und hat ein feuchtes, sommerwarmes Kontinentalklima (effektive Klimaklassifikation: Dfb).
Während es in den Sommermonaten Juni bis September die durchschnittlichen maximalen Tagestemperaturen 20 °C überschreiten, bewegt sich die Durchschnittstemperatur in den Wintermonaten zwischen Dezember und März im Minusbereich.
Niederschläge gibt es das ganze Jahr über, wobei der Schwerpunkt in den Sommer- und Herbstmonaten liegt, während es insbesondere in den Wintermonaten Januar und Februar lediglich 12–13 mm Niederschlag gibt. Dafür ist in den Monaten Dezember bis Februar mit Schneefällen zu rechnen, die 100 mm im Monat überschreiten (mit bis zu 140,5 mm im Dezember).
Während es in den Sommermonaten zwischen Juni und zum 20. Oktober mehrheitlich sonnig ist, ist es das restliche Jahr überwiegend bewölkt.
|                        | Jan  | Feb  | Mär  | Apr  | Mai  | Jun  | Jul  | Aug  | Sep  | Okt  | Nov  | Dez  |   |       |
| Mittl. Temperatur (°C) | −5,5 | −5,0 | −0,6 | 6,1  | 12,2 | 17,2 | 20,6 | 20,0 | 16,7 | 10,6 | 4,4  | −1,6 | ⌀ | 8     |
| Mittl. Tagesmax. (°C)  | −1,1 | −0,6 | 3,8  | 11,1 | 17,2 | 21,7 | 24,4 | 23,9 | 20,5 | 14,4 | 7,8  | 1,6  | ⌀ | 12,1  |
| Mittl. Tagesmin. (°C)  | −8,8 | −8,8 | −3,8 | 2,2  | 7,7  | 13,3 | 16,7 | 16,1 | 12,2 | 6,6  | 1,1  | −5,0 | ⌀ | 4,2   |
|                        |      |      |      |      |      |      |      |      |      |      |      |      |   |       |
| Niederschlag (mm)      | 12,2 | 13,3 | 21,4 | 35,0 | 45,0 | 48,1 | 46,3 | 48,8 | 58,6 | 52,6 | 38,8 | 20,1 | Σ | 440,2 |
|                        |      |      |      |      |      |      |      |      |      |      |      |      |   |       |
| Regentage (d)          | 5,7  | 4,4  | 5,5  | 6,5  | 7,9  | 7,4  | 7,8  | 7,8  | 8,9  | 9,2  | 7,2  | 6,5  | Σ | 84,8  |
|                        |      |      |      |      |      |      |      |      |      |      |      |      |   |       |
| Wassertemperatur (°C)  | 3    | 2    | 1    | 2    | 5    | 11   | 18   | 20   | 18   | 13   | 9    | 5    | ⌀ | 9     |

| −8,8 |

| −8,8 |

| −3,8 |

| 2,2 |

| 7,7 |

| 13,3 |

| 16,7 |

| 16,1 |

| 12,2 |

| 6,6 |

| 1,1 |

| −5,0 |

| −8,8 |

| −8,8 |

| −3,8 |

| 2,2 |

| 7,7 |

| 13,3 |

| 16,7 |

| 16,1 |

| 12,2 |

| 6,6 |

| 1,1 |

| −5,0 |

## Geschichte

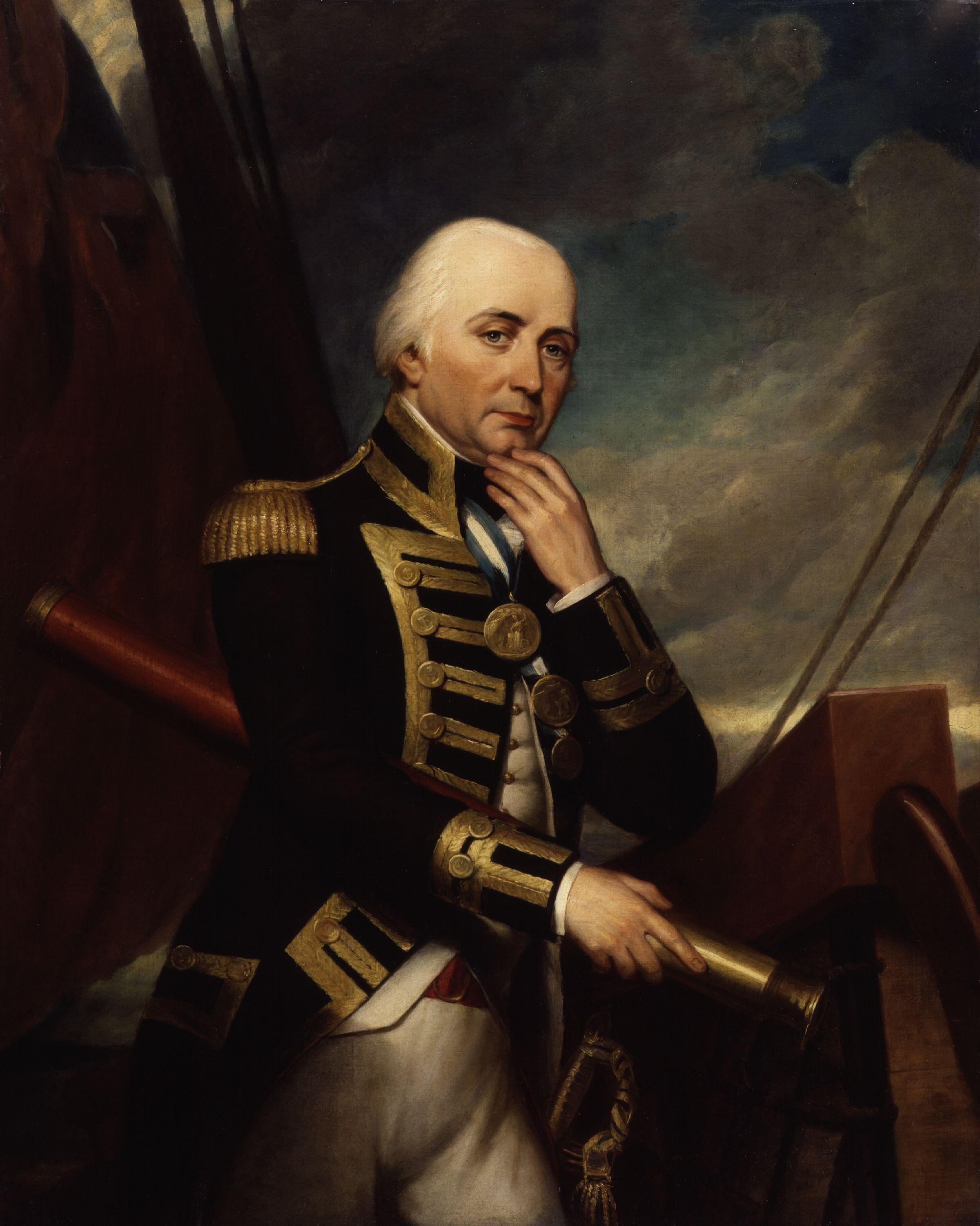
Baron Cuthbert Collingwood, Namensgeber der Stadt

Ab etwa 1580 bevölkerten die Petun, ein Indianervolk, das eine der irokesischen Sprachen gebrauchte, die Gegend um Collingwood. Sie hatten eine Reihe von Dörfern entlang der nahegelegenen Niagara-Schichtstufe. Um 1649/50 war Collingwood Schauplatz einer Schlacht, in der die Huron die Irokesen zurückzuschlagen versuchten.
Das Volk zog sich um etwa 1700 aus der Region zurück, um nach Westen in Richtung Oklahoma zu ziehen, wo sie Teil der Wyandot wurden. Heute erinnert der unter Leitung von Duke Redbird erstellte Awen' Gathering Place im Arboretum sowie ein Inuksuk im Sunset Park in der Stadt an die indigene Vergangenheit der Region.
Europäischen Siedler und befreite Sklaven erreichten die Region in den frühen 1800er-Jahren. Um 1843 siedelten diese erstmals an der Küste der Georgian Bay nahe Collingwood und um 1846 wurde am Ostufer des Pretty River bei dessen Mündung eine Säge- und Getreidemühle errichtet, womit der zuvor notwendige Weg ins 40 Meilen (ca. 64 Kilometer) entfernte Barrie entfiel.
Die Gegend um war vor der eigentlichen Stadtgründung als Hurontario Mills und Hens and Chickens Harbor (benannt nach Inseln in der Bucht) bekannt. Die heutige Benennung nach dem Admiral Cuthbert Collingwood datiert auf das Jahr 1854.

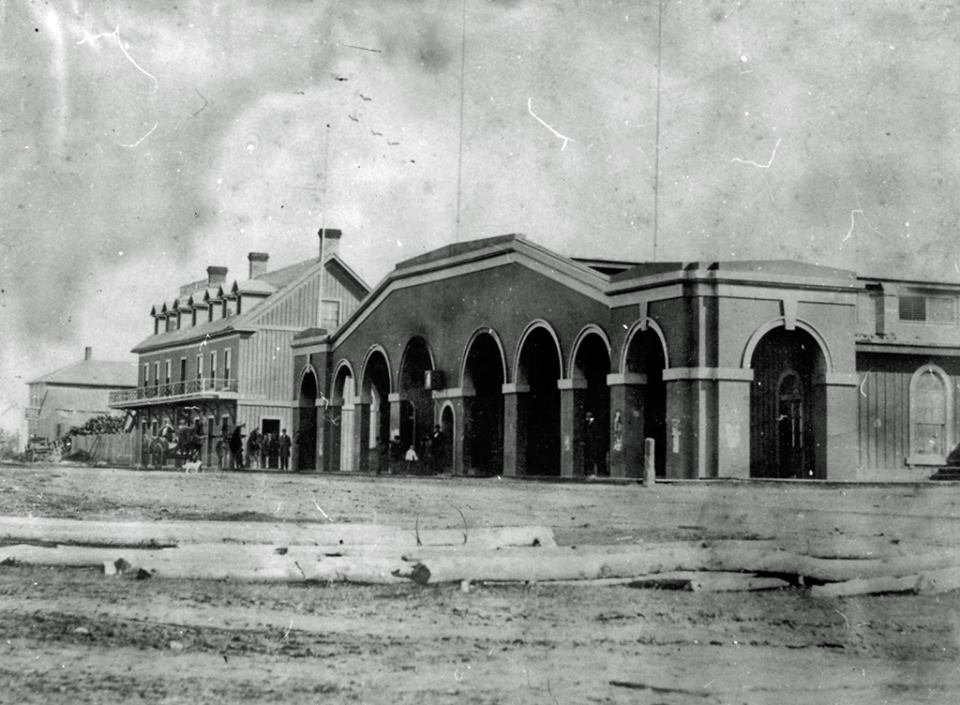
Bild der ersten, 1878 abgebrannten Bahnstation von Collingwood, bevor die Schienen die Station erreichten.

Nach längerer Planung wurde 1851 die Ontario, Simcoe & Huron Railway gegründet, die zum Zweck hatte Collingwood mit der Eisenbahn zu erschließen. Um 1855 erreichte die später Northern Railway genannte Eisenbahn mit Collingwood ihre Endstation. Collingwood selbst wurde drei Jahre später, nämlich am 1. Januar 1858, offiziell gegründet.
Durch die Ankunft der Bahn wurde der Hafen von Collingwood wurde zum Umschlagplatz für Waren, die die für die Häfen von Chicago und Port Arthur an den Große Seen bestimmt waren. Da dadurch auch Wartungsarbeiten an Schiffen notwendig wurden, entstand in Collingwood wenig später auch eine Werft und 1883 wurde die The Collingwood Dry-dock Shipbuilding and Foundry Company gegründet. Zu dieser Zeit hatte die Stadt etwa 2.500 Einwohner (1869).
1891 zählte Collingwood bereits 4.940 Einwohner und es hat sich bereits eine Vielzahl an Industrie angesiedelt.
1889–1891 wurde nach einem Brand das Stadthaus von Collingwood neu gebaut, die charakteristische Uhr im Uhrenturm wurde 1951 in den Turm eingebaut.
Einen Bruch in der Geschichte Collingwoods stellte die Schließung der Schiffswerft im September 1986 dar, sie wurde ein Opfer eines Rüstungswettbewerbes und der dadurch entstandenen Überkapazität im Bereich des Schiffbaus. Zur gleichen Zeit war Collingwood aber auch bereits durch andere produzierende Unternehmen der größte industrielle Arbeitgeber der Region. Das Hafenareal wurde in der Folge in ein Parkareal umgewandelt.
Dieses Bild hat sich inzwischen auch gewandelt, sodass der Tourismus zum wichtigsten Sektor in der Region wurde. Weitere wichtige Sparten sind die Autoteilmanufaktur, die Holzwirtschaft und die Lebensmittelindustrie. Um die Industrie zu unterstützen, hat Collingwood zusammen mit der Stadt Barrie 1998 die Barrie-Collingwood Railway zwischen den beiden Städten von der Canadian National Railway gekauft.
2011 wurde jedoch der Betrieb der Linie aus Kostengründen eingestellt, da sich die Stadt gemäß offiziellen Angaben den 250.000 Dollar teuren Betrieb nicht mehr leisten konnte.

## Bildung
In Collingwood existieren fünf öffentliche Elementary Schools und zwei öffentliche Sekundarschulen, das Collingwood Collegiate Institute und die Our Lady of the Bay-Catholic High School, die 2020 diesen Namen erhielt, nachdem gegen den früheren Namensgeber Jean Vanier Missbrauchsvorwürfe publik wurden.
Dazu kommt mit der 2006 gegründeten Pretty River Academy eine Privatschule, die den Kindergarten bis zur 8. Klasse abdeckt.
In Collingwood sind keine Colleges oder Universitäten ansässig. Während sich das nächstgelegene College mit der Georgian College of Applied Arts and Tech in Barrie befindet, muss man für eine breitere Auswahl an weiterführenden Schulen nach Toronto gehen.

## Politik

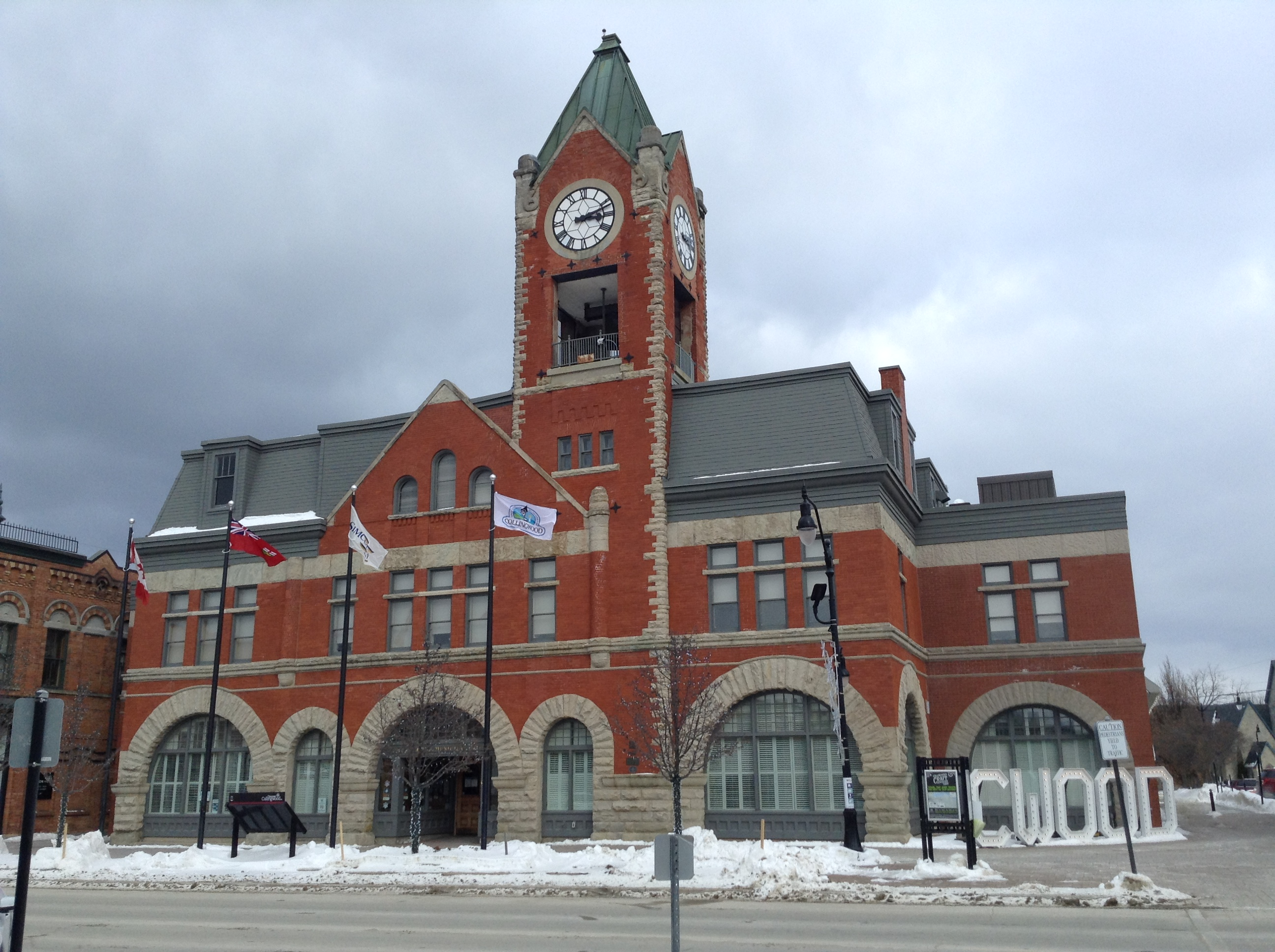
Collingwood Town Hall

### Politische Strukturen
Die Stadt wird von einem neunköpfigen Town Council regiert, welches von einer Bürgermeisterin angeführt wird. Neben dem Town Council gibt es verschiedene Boards und Komitees, bei denen zumeist auch Vertreter des Town Councils Mitglied sind.
Aktuelle Bürgermeisterin ist seit dem 24. Oktober 2022 Yvonne Hamlin.

### Verwaltung
Die Stadtverwaltung beschäftigte im Jahr 2021 238 Angestellte. Die Stadt ist damit der zweitgrößte Arbeitgeber im öffentlichen Sektor, hinter dem Collingwood General Marine Hospital mit 450 Beschäftigten.
2021 standen der Stadt Einnahmen von 60,4 Mio. Dollar (davon 36,4 Mio. $ aus Steuern und 16,5 Mio. $ aus Gebühren) zur Verfügung, dem standen Ausgaben von 58,14 Mio. $ gegenüber. Die größten Ausgabenposten der Stadt waren das Umweltdepartement mit 13,3 Mio. Dollar Ausgaben, gefolgt vom Transportdepartement mit 10,4 Mio. $ und Erholung und Kultur mit 9,1 Mio. $.
Die Polizei wird von einem Detachment der Ontario Provincial Police sichergestellt, dass für Collingwood und die benachbarten Blue Mountains zuständig ist und von einem lokalen Kommandant geführt wird. Die Stadt unterhält ein fünfköpfiges Police Services Board, das Aufsichts- und Steuerungsaufgaben in Polizeiangelegenheiten übernimmt.
Das Collingwood Fire Department als Berufsfeuerwehr der Stadt besitzt ein über 16'000 m² großes Feuerwehrhaus mit Notfallzentrale und einem Bildungszentrum für die Öffentlichkeiten. In der Feuerwache können bis zu zehn Personen pro Schicht untergebracht werden.

### Provinz- und Unterhauswahlen
Bei den letzten Unterhauswahlen 2021 ist Collingwood Teil des Wahlkreises Simcoe-Grey. Bei den in Collingwood stehenden Wahlurnen erreichten der Kandidat oder die Kandidatin der Konservativen Partei 38,2 % der Stimmen, der Liberalen Partei 35,3 %, der Ontario New Democratic Party 14,7 %, der Grünen 5,7 % und der Volkspartei 5,3 % der Stimmen. Gewählt im Majorzsystem wurde der Konservative Terry Dowdall, der hiermit den Wahlkreis Simcoe-Grey im Unterhaus vertritt.
Beiden letzten Parlamentswahlen in der Provinz Ontario, wo Collingwood ebenfalls Teil des Wahlkreises Simcoe-Grey ist, erreichten die Kandidaten gemäß Parteizugehörigkeit Stimmen wie folgt: Progressive Conservative Party of Ontario 43 %, Ontario Liberal Party 29 %, Ontario New Democratic Party 11 % und die Grünen 7 %. Gewählt über den ganzen Wahlkreis wurde der Konservative Brian Saunderson.

### Partnerstädte
Städtepartnerschaften bestehen mit:
- Katano (seit 1981)
- Boone (North Carolina) (seit 1995)
- Zihuatanejo (seit 2005)

Am Nordende der Minnesota Street besteht mit den Friendship Gardens ein kleiner Park, der der Partnerstadt Katano gewidmet ist. Diese Städtepartnerschaft wird in Collingwood durch eine eigene Kommission unterhalten.

## Bevölkerung

### Einwohnerentwicklung
Der Zensus im Jahr 2021 ergab für die Stadt eine Bevölkerung von 24.811 Einwohnern, nachdem der Zensus im Jahr 2016 für die Gemeinde noch eine Bevölkerung von nur 21.793 Einwohnern ergeben hatte. Die Bevölkerung hat damit im Vergleich zum letzten Zensus im Jahr 2016 deutlich stärker als der Trend in der Provinz um 13,8 % zugenommen, während der Provinzdurchschnitt bei einer Bevölkerungszunahme von 5,8 % lag.
Im letzten Zensuszeitraum von 2011 bis 2016 hatte die Bevölkerung auch schon überdurchschnittlich um 13,3 % zugenommen, bei einer durchschnittlichen Bevölkerungszunahme von 4,6 % in der Provinz.
Im Rahmen des „Census 2021“ wurde für die Stadt ein Medianalter von 50,8 Jahren ermittelt. Das Medianalter der Provinz lag bei nur 41,8 Jahren. Das örtliche Durchschnittsalter lag bei 47,9 Jahren, bzw. bei 41,6 Jahren in der Provinz. Beim „Census 2016“ wurde für die Gemeinde noch ein Medianalter von 49,2 Jahren ermittelt und für die Provinz von 41,3 Jahren, sowie ein örtliches Durchschnittsalter 46,3 Jahren, bzw. von 41,0 Jahren in der Provinz.

### Sprachen
Die vorherrschende Sprache in der Stadt ist Englisch. Zweisprachigkeit mit Kanadas zweiter Amtssprache, Französisch, besteht bei 7,4 % der Bevölkerung. Verschwindend gering ist der Anteil von nur französisch sprechenden, von denen am Zensus 2021 lediglich 5 und von Einwohnern, die keine der beiden Amtssprachen sprachen (50 Einwohner).
| Sprache | Englisch | Französisch | Deutsch | Polnisch | Italienisch | Spanisch | Panjabi |
| Anzahl  | 24.060   | 300         | 255     | 160      | 125         | 110      | 100     |

### Religion

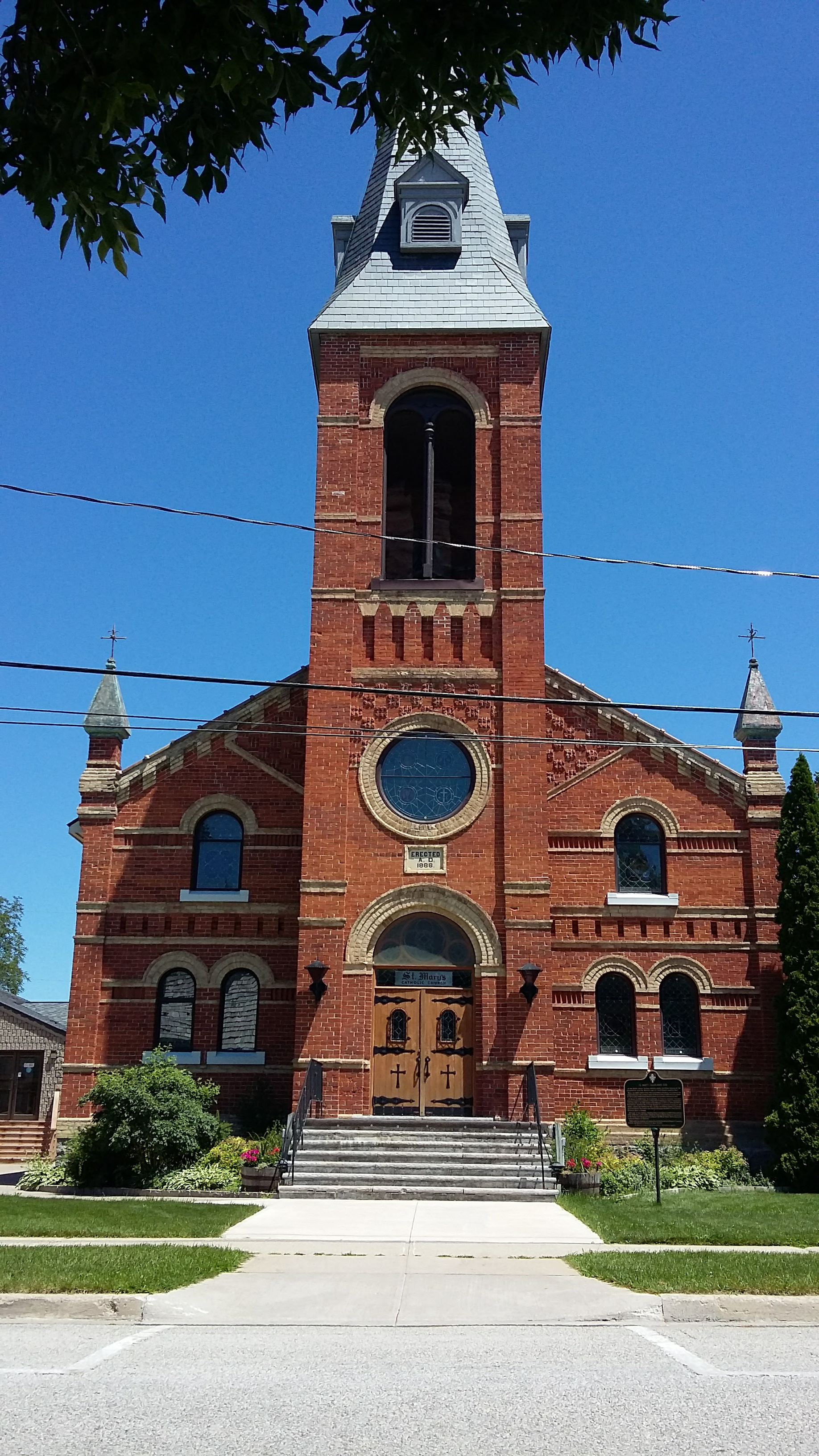
Katholische Kirche St. Mary

Im Zensus 2021 bezeichnete sich mit 52,1 % die Mehrheit der Einwohner dem Christentum zugehörig. Die größte Konfession stellte dabei die katholische Kirche mit 19 % der Einwohner, während die beiden protestantischen Kirchen Kanadas zusammen auf 11,9 % der Bevölkerung kommen. Andere Religionen bleiben alle unter der 1 %-Marke, wobei der Islam und das Judentum mit 0,9 % Glaubenszugehörigen noch die meisten Anhänger haben.
Eine ebenfalls große Gruppe von 44,2 % der Einwohner sieht sich keiner Religion angehörig.
Gemäß Zensus 2021 verteilte sich die Religionszugehörigkeit wie folgt:
- Christentum: 52,1 %
  - Katholische Kirche: 19 %
  - Anglikanische Kirche: 8,1 %
  - United Church of Canada (protestantisch): 6,9 %
  - Presbyterianische Kirche (protestantisch): 5,0 %
  - Alle anderen christlichen Glaubensrichtungen: 13,02 %
- Islam: 0,9 %
- Judentum: 0,9 %
- Hinduismus: 0,6 %
- Buddhismus: 0,4 %
- Sikhismus: 0,3 %
- Andere: 0,6 %
- Keiner Religion angehörig: 44,2 %

## Wirtschaft

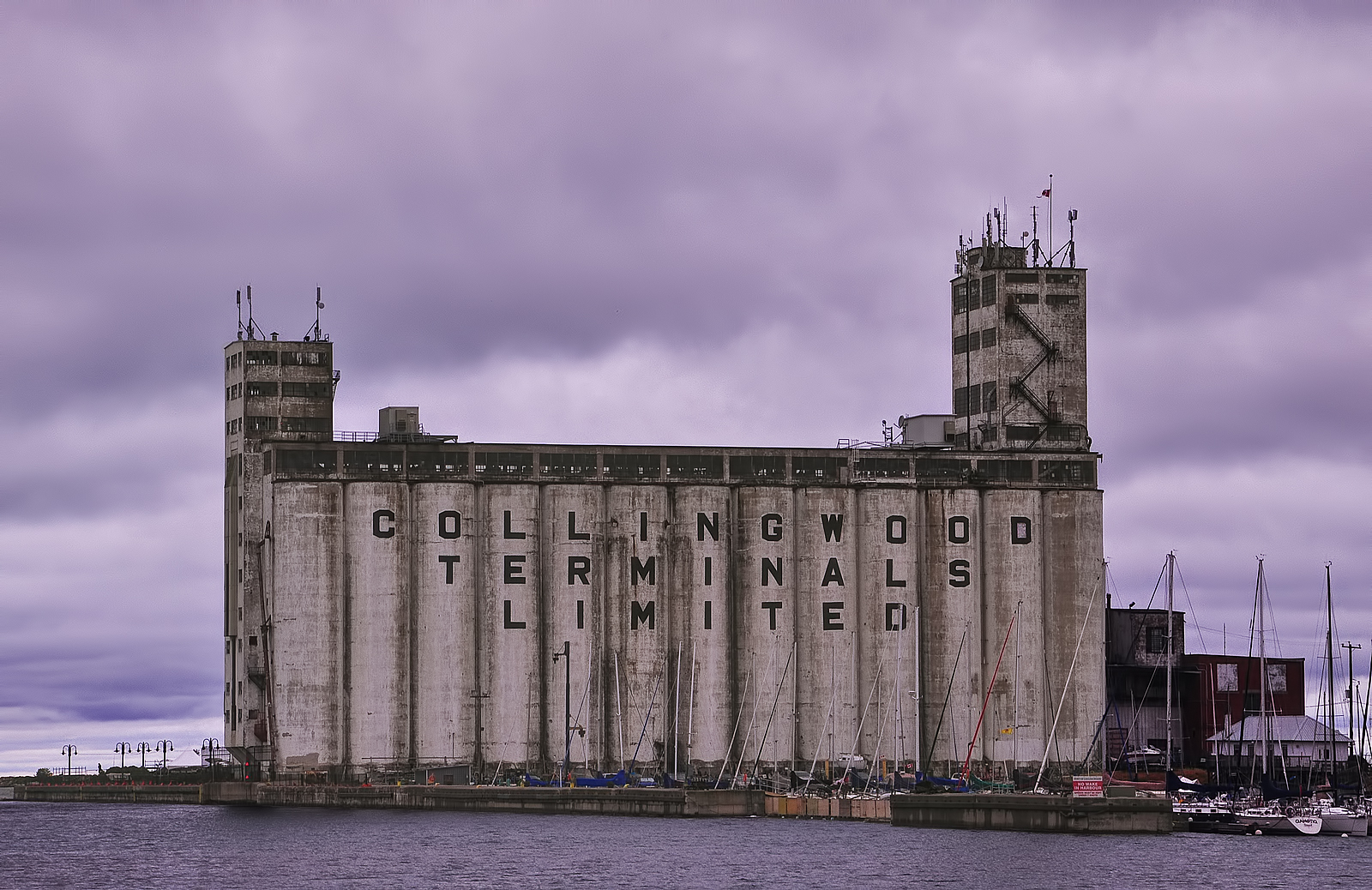
Der Collingwood Grain Elevator, eine der letzten Zeugen der industriellen Vergangenheit der Hafenstadt.

Während die Industrie früher durch den Schiffsbau und weiteren in den 1960er-Jahren in die Stadt gezügelten Unternehmen der wichtigste Wirtschaftszweig war, hat sich dieses Bild heute wesentlich geändert.
Der Einzelhandel stellt mit 12,4 % der Beschäftigten den größten Teil der Beschäftigten, gefolgt vom Gesundheits- und Sozialsektor (12,1 %), den Beherbungs- und Gastronomiedienstleistungen (11,7 %), den Bausektor (8,2 %) und den professionellen und technischen Dienstleistungen (7,7 %). Insbesondere der Anteil der Beschäftigten im Beherbungs- und Gastronomiedienstleistungen ist doppelt so hoch wie der kanadische Durchschnitt.
Der größte Arbeitgeber Collingwoods ist mit Abstand das Collingwood General & Marine Hospital mit 685 Beschäftigten. Ebenfalls eine Vielzahl von Beschäftigten in Collingwood besitzen der Minenbauzulieferer MacLean Engineering mit 275 Beschäftigten, der Glashersteller NSG Pilkinton Canada mit 243 Beschäftigten, der Sozialdienstleister E3 Community Services mit 193 Beschäftigten, Crozier & Associates Consulting Engineers mit 119 Beschäftigten und Tatham Engineering mit 92 Beschäftigten.
In einer Analyse der Canadian Federation of Independent Business (CFIB) zu den besten Orten für Jungunternehmer, basierend auf den 125 größten Gemeinden Kanadas, wurde Collingwood als beste Gemeinde in Ontario auserkoren und landete in der kanadaweiten Analyse auf dem 6. Platz.

## Medien
In Collingwood erscheinen die beiden Wochenzeitungen The Collingwood Enterprise-Bulletin sowie The Collingwood Connection. Weiter wird die Monatszeitschrift Georgian Life sowie vier weitere quartalsweise erscheinende Publikationen von Collingwood her aus verlegt.
Radiostationen, die in Collingwood ihren Sitz oder ein Büro haben, sind Peak FM 95.1 FM, The Beach 97.7 FM und Classical 102.9 FM. Zudem ist Rogers TV Collingwood in der Stadt stationiert und auch CTV Barrie berichtet über Collingwood.
Außerdem gibt es mit CollingwoodToday noch ein reines Onlinemedium, das Teil des Village-Media-Netzwerks ist.

## Kultur und Sehenswürdigkeiten

### Collingwood Heritage Conservation District

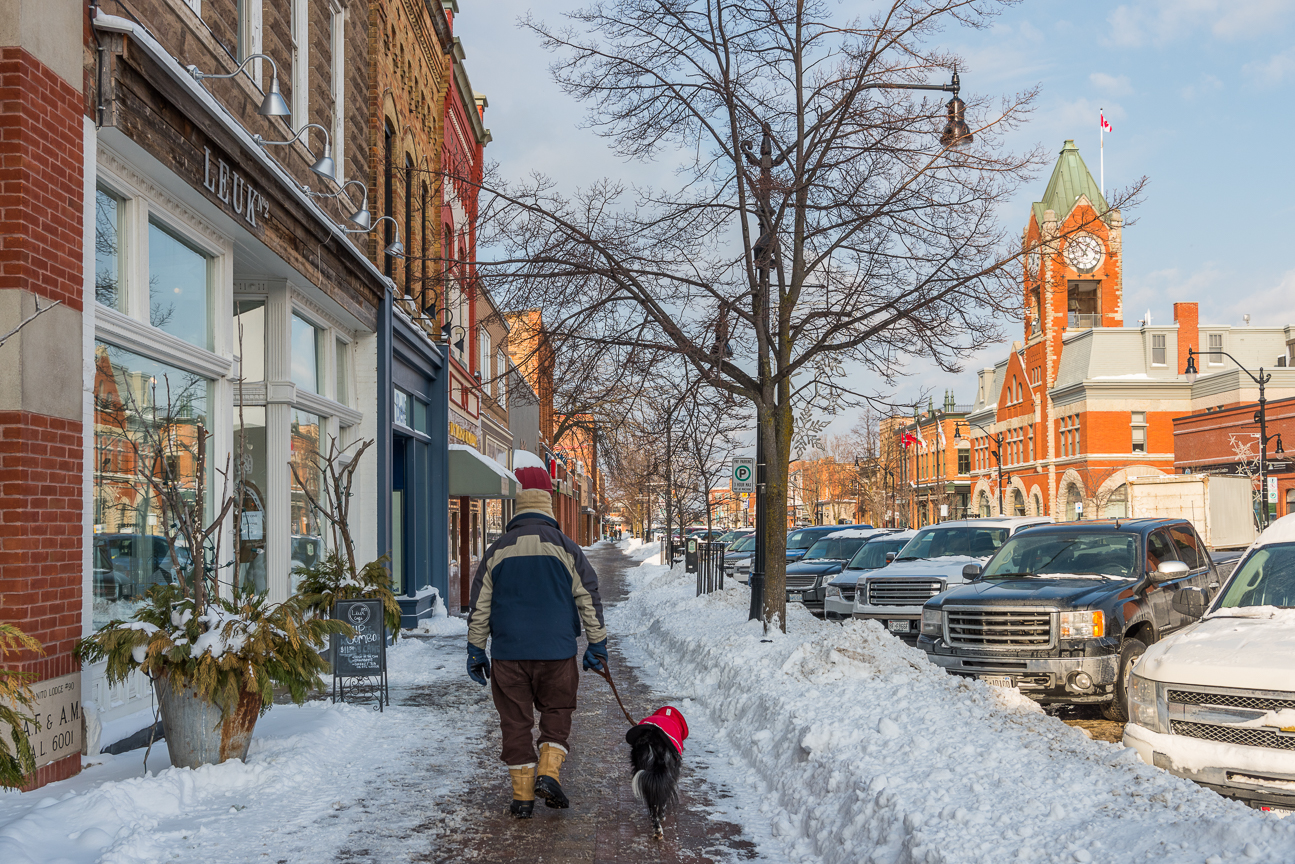
Gehweg auf der Hurontario Street, gut zu sehen sind die angewinkelten Parkplätze

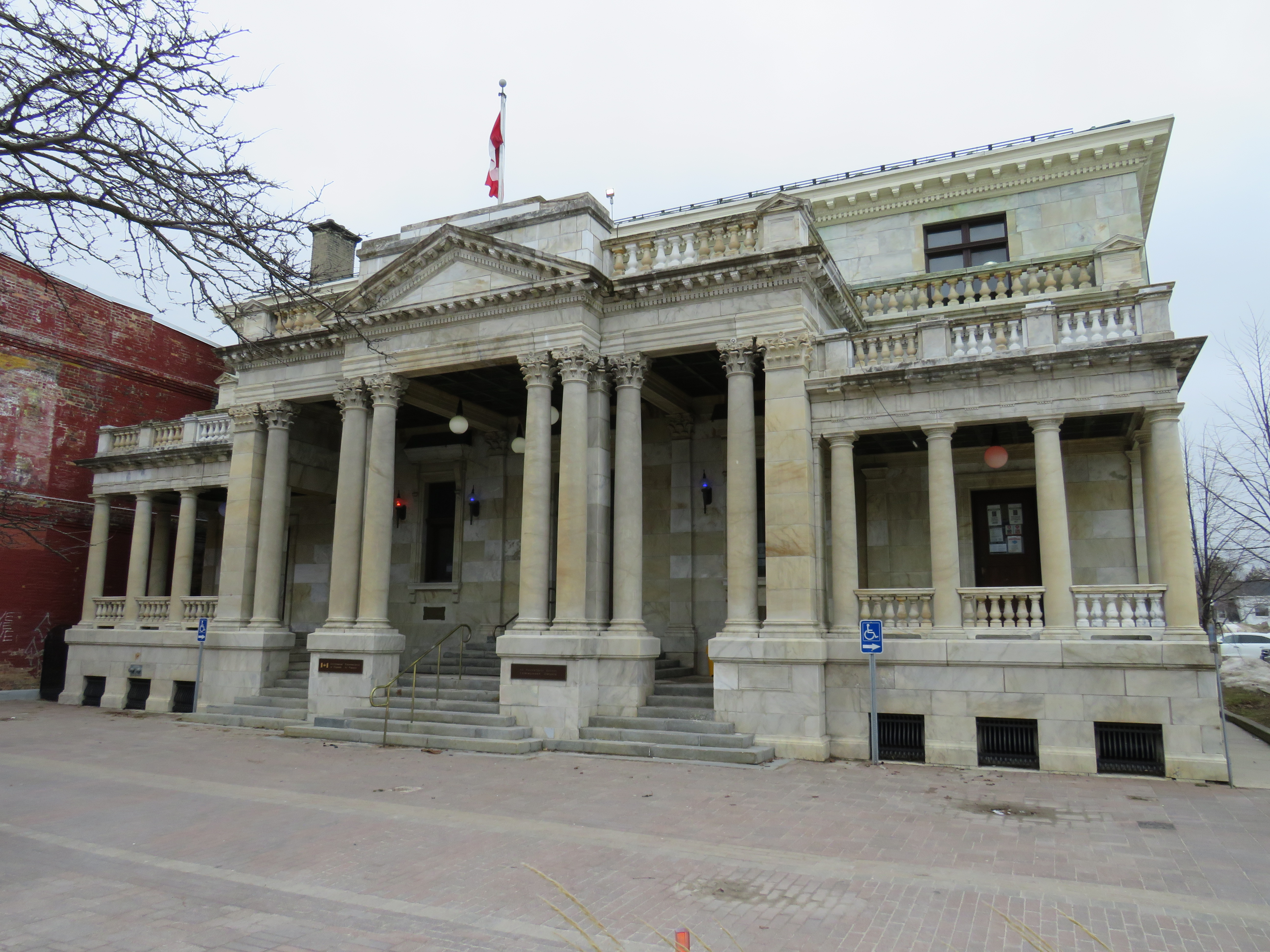
Federal Building

Nach der offiziellen Anerkennung am 2. Dezember 2002 durch den Ontario Heritage Act wurde das Collingwood Heritage Conservation District am 13. Juli 2004 vom Canadian Register of Historic Places als erstes Heritage Conservation District Kanadas ins Register aufgenommen.
Das Heritage District umfasst insgesamt 260 Gebäude im Zentrum Collingwoods entlang der zentralen Hurantorio Street sowie den umliegenden Straßen wie der Pine Street und Ste Marie Street sowie auch einen Teil des Hafens mit dem Collingwood Grain Elevator (Getreideheber) als eine der letzten Zeugen der industriellen Vergangenheit Collingwoods.
Das Heritage District zeigt die Entwicklung Collingwoods von seiner Gründung 1853 bis ins frühe 20. Jahrhundert auf. Es schützt das Straßenlayout den Heritage District, das um die 2,5 Meter breite Huntario Street gebaut wurde. Die Huntario Street gehört zu den besterhaltenen Straßen des 19. Jahrhunderts in Ontario. Charakteristisch für die Straßen sind auch die abgewinkelten Parkplätze aus der Frühzeit der Automobilität. Sie ist gesäumt mit zwei bis dreistöckigen öffentlichen und kommerziellen, mehrheitlich in Backstein gehaltenen Bauten, die hauptsächlich zwischen 1880 und 1910 entstanden sind. Auch die historische Collingwood Town Hall befindest sich dort sowie die katholische St. Mary's Kirche.

### Museen und Galerien
Das Collingwood Museum ist als Heimatmuseum jeweils von Dienstag bis Samstags geöffnet und befindet sich im ehemaligen Bahnhof Collingwoods, der 1873 gebaut wurde. Das Museum umfasst neben Ausstellungen rund um die Lokalgeschichte und des Schiffbaus in Collingwood auch Gemälde lokaler Künstler, die unter der Group of Seven ausgebildet wurden sowie eine 140 Jahre alte Statue, die von Sandford Flemings Bruder geschnitzt wurde. Weitere beliebte Ausstellungsstücke des Museums umfassen die Schnauze eines Sägehais und ein Metallstück von der Halifax-Explosion.
Ebenfalls gibt es, größtenteils im Collingwood Heritage Conservation District gelegen, eine Vielzahl von Kunstgalerien in der Stadt.
Insbesondere in der selbst ernannten „Creative Simcoe Street“ im Heritage Conservation District befinden sich sechs verschiedene Galerien und 18 Kunstschaffende haben dort ihre Ateliers.

### Theater
Das Theater Collingwood wurde 1984 als Musicaltheater gegründet und präsentiert inzwischen als Gastspieltheater professionelle Produktionen sowohl kanadischer wie auch internationaler Herkunft. Ebenfalls werden Theaterausbildungsprogramme durchgeführt.
Das 300 Sitze fassende „The Historic Gayety“-Theater besteht seit 2011 legt seinen Schwerpunkt mehr auf musikalische Darbietungen und Comedy-Künstler.
Das dritte Theater in der Stadt ist das „Simcoe Street Theater“. Dieses ist ein 100 Sitze fassendes Black-Box-Theater, das für Aufführungen und Events gemietet werden kann – aber ansonsten über keine eigene, größere Programmation verfügt.
Weiter gibt es die Gaslight Community Theatre Productions, ein Amateurtheater. Dieses führt jedes Jahr für eine Woche die sogenannte Gaslight-Tour in der Innenstadt von Collingwood durch und unterstützt jährlich zwei Schreibprogramme, mit denen Einwohner mit professioneller Hilfe Theaterstücke schreiben können.

## Verkehr
Collingwood liegt am King’s Highway 26, von Owen Sound nach Barrie. Außerdem ist Collingwood Ausgangspunkt der County Road 124, die nach Shellburne führt.
Der lokale Personennahverkehr wird von drei Buslinien von „Colltrans“ sichergestellt, die innerhalb der Stadt verkehren. Des Weiteren gibt es zwei Regionalbuslinien: Die „The Blue Mountain Link“ verbindet Collingwood mit dem Naherholungs- und Wintersportgebiet The Blue Mountains und die andere, die von Simcoe County LINX betriebene Buslinie 4, verbindet die Stadt mit Wasaga Beach. Von dort besteht Anschluss mit einer anderen Buslinie nach Barrie. Die Buslinien verkehren seit der Beginn alle im Stundentakt, wobei der normale Fahrplan an Werktagen für die drei lokalen Buslinien einen Halbstundentakt umfassen würde.
Etwa 7 Kilometer südöstlich der Gemeinde, auf dem Gebiet der Gemeinde Clearview, befindet sich der örtliche Flughafen Collingwood (IATA-Code: -, ICAO-Code: -, Transport Canada Identifier: CNY3) mit zwei Start- und Landebahnen. Der Platz ist durch Nav Canada als Airport of Entry („AoE/15“ für die Allgemeine Luftfahrt mit bis zu 15 Reisende) klassifiziert. Aufgrund der Verfügbarkeit von Angehörige der Canada Border Services Agency ist hier eine Einreise aus dem Ausland grundsätzlich möglich.
Für Fußgänger und Radfahrer gibt es in und um Collingwood ein Wanderwegnetz von über 60 km. Collingwood ist außerdem Ausgangspunkt des 34 km langen, nach Meaford führenden Georgian Trail, der 1989 auf dem Perimeter der ehemaligen Bahnstrecke nach Meaford gebaut wurde. Über den Georgian Trail kann man auch auf den Bruce Trail gelangen.

## Sport

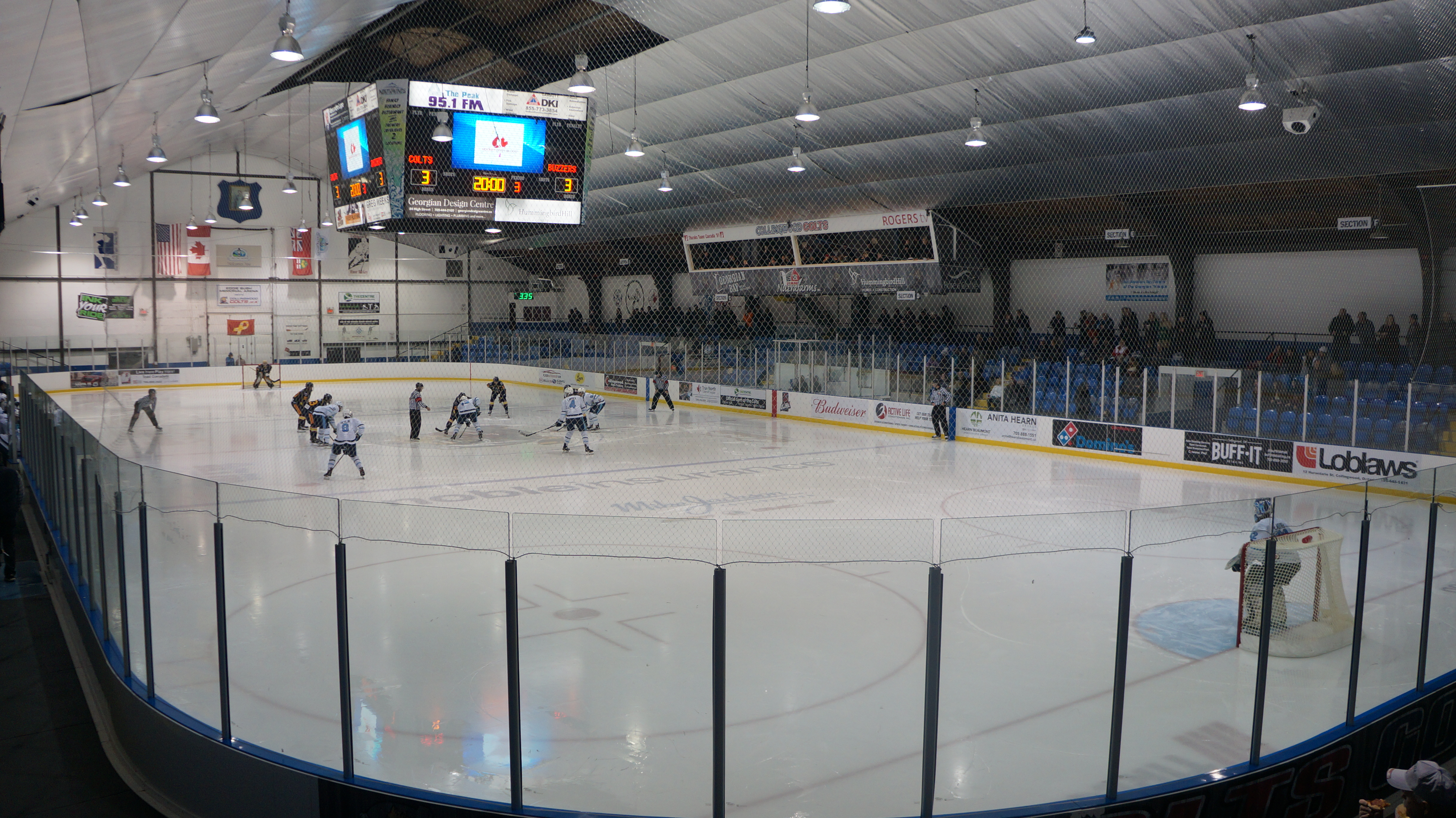
Eddie Bush Memorial Arena, benannt nach dem in Collingwood geborenen Eishockeyspieler und -trainer Eddie Bush

Durch die Lage an der Georgian Bay bieten sich in Collingwood verschiedene Wassersportart an. So gibt es einen Ruder- und einen Schwimmverein. Einen eigentlichen Sandstrand hat die Stadt jedoch nicht, jedoch einen Steinstrand entlang des Sunset Point Park. Weiter gibt es Geh- und Radwege entlang des Seeufers. Im Hafenareal ist es möglich zu Angeln und Stand-Up-Paddeln, weiter hat der Collingwood Yacht Club dort seinen Sitz.
Ebenfalls bekannt ist Collingwood als Wintersportort, dies durch die in der Nähe der Stadt liegende Blue Mountain Village. Dieses Wintersportressort liegt zwar bereits im Blue Mountains County, ist aber verkehrstechnisch nahe an Collingwood angebunden, und bietet in seinem Skigebiet entlang der Niagara-Schichtstufe 23 km an Skipisten und weitere 7 km an Schneeschuhwanderrouten. Im Sommer kann dort ein 18 Loch umfassender Disgolf-Kurs besucht werden. Weiter hat in der in Collingwood selbst liegenden Eddie Bush Arena der 1951 gegründete Collingwood Skating Club seinen Sitz.
Mit den Collingwood Blues hat eine in der Ontario Junior Hockey League spielende Eishockeymannschaft ihren Sitz in der Stadt. Die Geschichte des Eissports in der Stadt ist jedoch wesentlich älter: Das erste Eisfeld bereits 1883 in der Pine Street gebaut, das erste Eishockeyspiel wurde im Jahr 1894 dokumentiert.
Weiter gibt es mit dem 2008 gegründeten Collingwood United Soccer Club einen relativ jungen Fußballverein und einen ursprünglich 1981 gegründeter Radsportverein.
Um Collingwood herum gibt es eine Vielzahl von Golfplätzen, wobei die Golfkurse des semiprivaten Blue Mountain Gold and Country Clubs, des ebenfalls semiprivaten Cranberry Golf Resort sowie des privaten OlserBrook Golf Club auf Gemeindegebiet Collingwoods liegen.

### Special Olympics 1997
Die 6. Special Olympics World Winter Games fanden vom 1. bis 8. Februar 1997 statt, mit Toronto und Collingwood als Host Cities, mit fast 2.000 teilnehmenden Athleten aus 73 Ländern und mehr als 5.000 Freiwilligen. In Collingwood wurden die Wettbewerbe im Skilanglauf (in Highlands Nordic), im Ski Alpin (im Blue Mountain Resort) sowie die Demonstrationssportart Schneeschuhlaufen (in Highlands Nordic) angeboten.

## Söhne und Töchter der Stadt

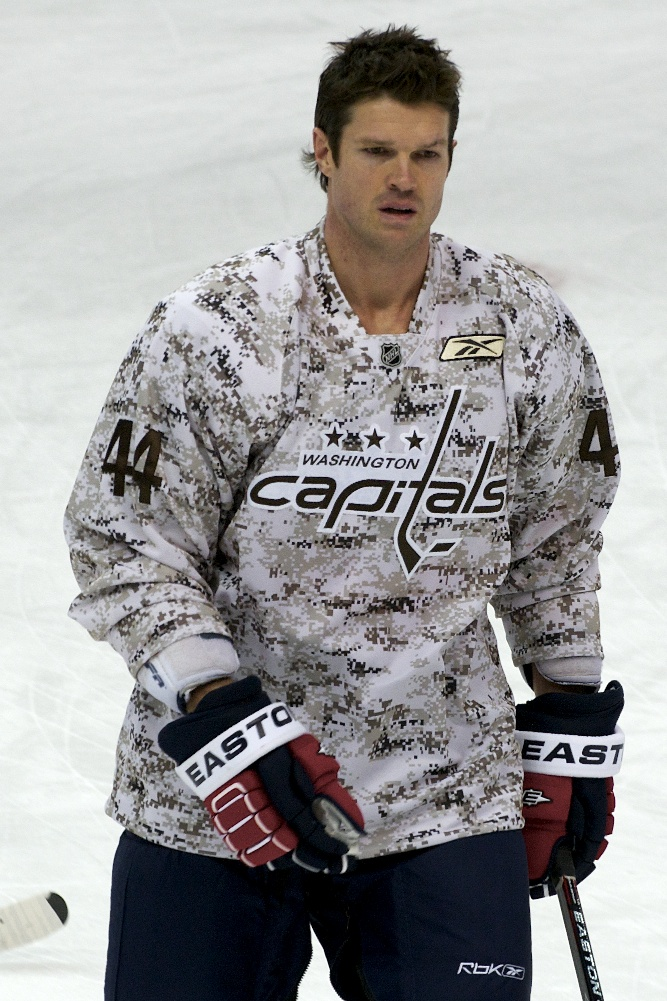
Jason Arnott

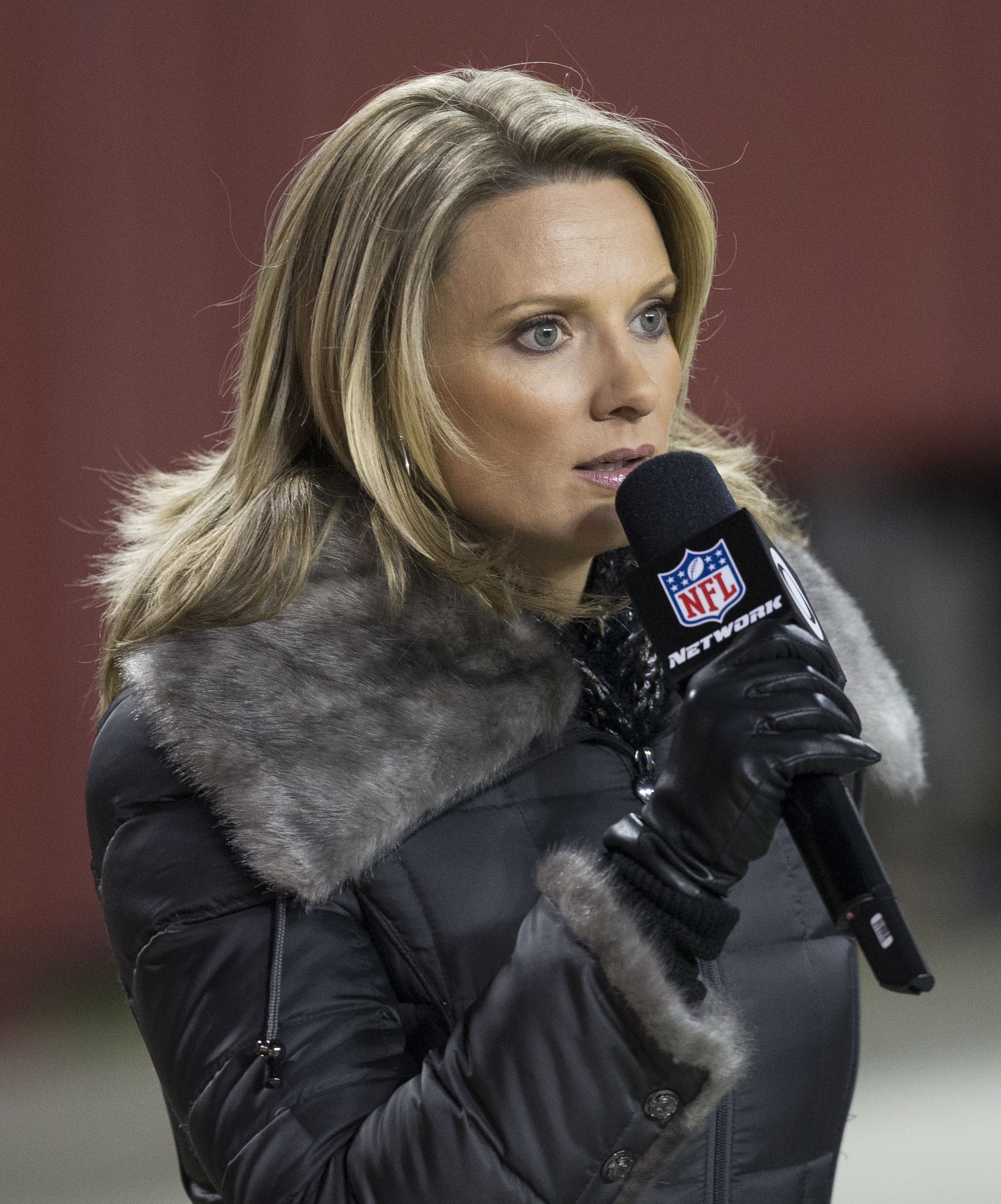
Stacey Dales

- Norah M. Holland (1876–1925), Schriftsteller
- Herbert McDonald (1885–1962), Radfahrer
- Reg Noble (1896–1962), Eishockeyspieler
- Bernie Brophy (1903–1982), Eishockeyspieler
- Roy Burmister (1905–1980), Eishockeyspieler
- Jack Portland (1912–1996), Eishockeyspieler
- Eddie Bush (1918–1984), Eishockeyspieler und -trainer
- Darryl Sly (1939–2007), Eishockeyspieler
- Robert H. Storey (* 1942), Bobfahrer
- Claire Alexander (* 1945), Eishockeyspieler und -trainer
- Lynn Johnston (* 1947), kanadische Comiczeichnerin
- Ed Kea (1948–1999), niederländisch-kanadischer Eishockeyspieler
- Randy Osburn (* 1952), Eishockeyspieler
- Paul Shakes (* 1952), Eishockeyspieler
- Lindsay Middlebrook (* 1955), Eishockeyspielerin
- Michael Wayne McGray (* 1965), kanadisch-amerikanischer Serienmörder
- Sue Palmer-Komar (* 1967), Radfahrerin
- Andrea Canning (* 1972), kanadisch-amerikanische Journalistin
- Steve Walker (* 1973), kanadischer Eishockeyspieler und -trainer
- Jason Arnott (* 1974), Eishockeyspieler
- Burke Dales (* 1977), Canadian Football-Spieler
- Amanda Sin (* 1977), Mountainbikerin
- Stacey Dales (* 1979), Basketballspielerin und Fernsehreporterin
- Megan Lane (* 1991), Reiterin
- Zach Stone (* 1991), Snowboarder
- Morey Doner (* 1994), Fußballspieler
- Roni Remme (* 1996), deutsch-kanadische Skirennläuferin